# 地球体験ペダリアン大賞
地球体験ペダリアン大賞（ちきゅうたいけんペダリアンたいしょう）は、自転車による友好と平和を前提とした地球体験で国際的に活躍、もしくは自転車旅行の普及推進に著しく貢献、活動した世界のサイクリスト（個人または団体）を対象に贈る。（原則として5年に一度、地球儀と賞状及び金一封を贈呈）
主催：日本アドベンチャーサイクリストクラブ（Japan Adventure Cyclist Club, JACC)

## 歴代受賞者
- 第1回　1989年3月13日　胡栄華（35歳・台湾）　渡航制約を乗り越え台湾青年として初の世界一周走破
- 第2回　1993年3月28日　中務顕貴（12歳・北海道）　最年少日本列島縦断（北海道旭川市立陵雲小学校6年）
- 第3回　1998年10月11日　待井剛（30歳・長野県）　日本人最多国記録達成（世界117カ国11万6780ｋｍ走破）
- 第4回　2009年10月11日　中西大輔（39歳・兵庫県）　日本人最多国記録更新（世界130カ国15万1849ｋｍ走破）　ボリビア・パスニャ名誉市民他